# برنارد بيرنستاين
برنارد بيرنستاين (بالإنجليزية: Bernard Bernstein)‏ هو محامي أمريكي، ولد في 30 نوفمبر 1908 في نيويورك في الولايات المتحدة، وتوفي بنفس المكان في 6 فبراير 1990.